# バーウッド・カウンシル
バーウッド・カウンシル（Burwood Council）は、オーストラリア・ニューサウスウェールズ州の地方公共団体。

## 概要
シドニーCBDから西に11キロメートルに位置し、北をシティ・オブ・カナダ・ベイ、東をミュニシパリティ・オブ・アッシュフィールド、南をシティ・オブ・カンタベリー、西をミュニシパリティ・オブ・ストラスフィールドが隣接する。シドニーとパラマッタを結ぶ主要道路であるパラマッタ通り（en）が市域の北辺をなし、シティ・オブ・カナダ・ベイとの境界線となっている。また、市内をシティレールが横断し、バーウッドには、市唯一の駅であるバーウッド駅（en）がある。

## 構成サバーブ
バーウッド・カウンシルは、以下のサバーブで構成される。
- バーウッド（Burwood）
- バーウッド・ハイツ（Burwood Heights）
- エンフィールド（Enfield）

以下のサバーブが他の地方公共団体（LGA）と共有している。
- クロイドン（Croydon）の西部（東部は、ミュニシパリティ・オブ・アッシュフィールドに所属する）。
- クロイドン・パーク（Croydon Park）で、ジョージ・リバー通り以北の地区。以南は、カンタベリー、アッシュフィールドに属する。
- ストラスフィールド（Strathfield）の東部。

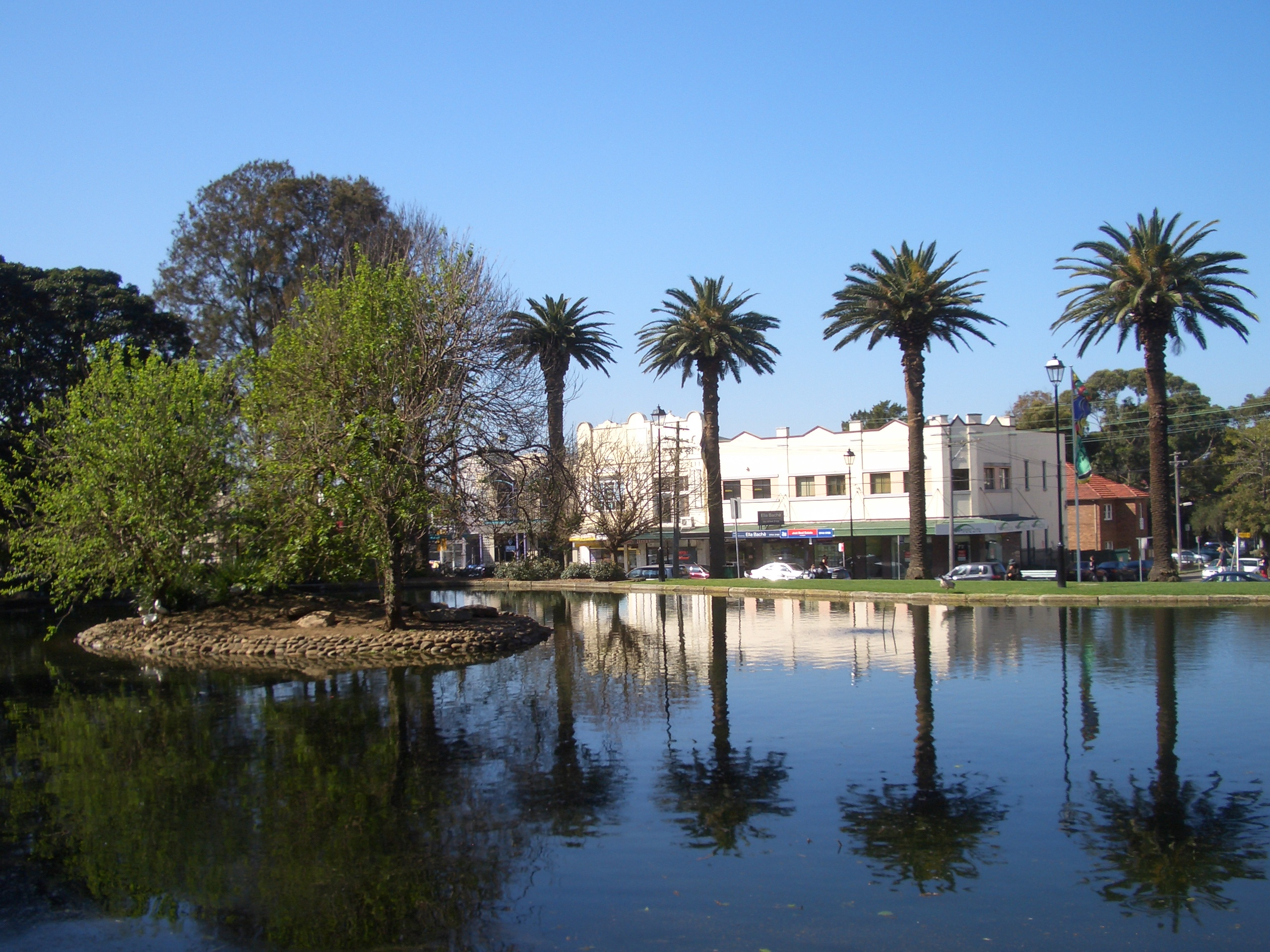
バーウッド公園
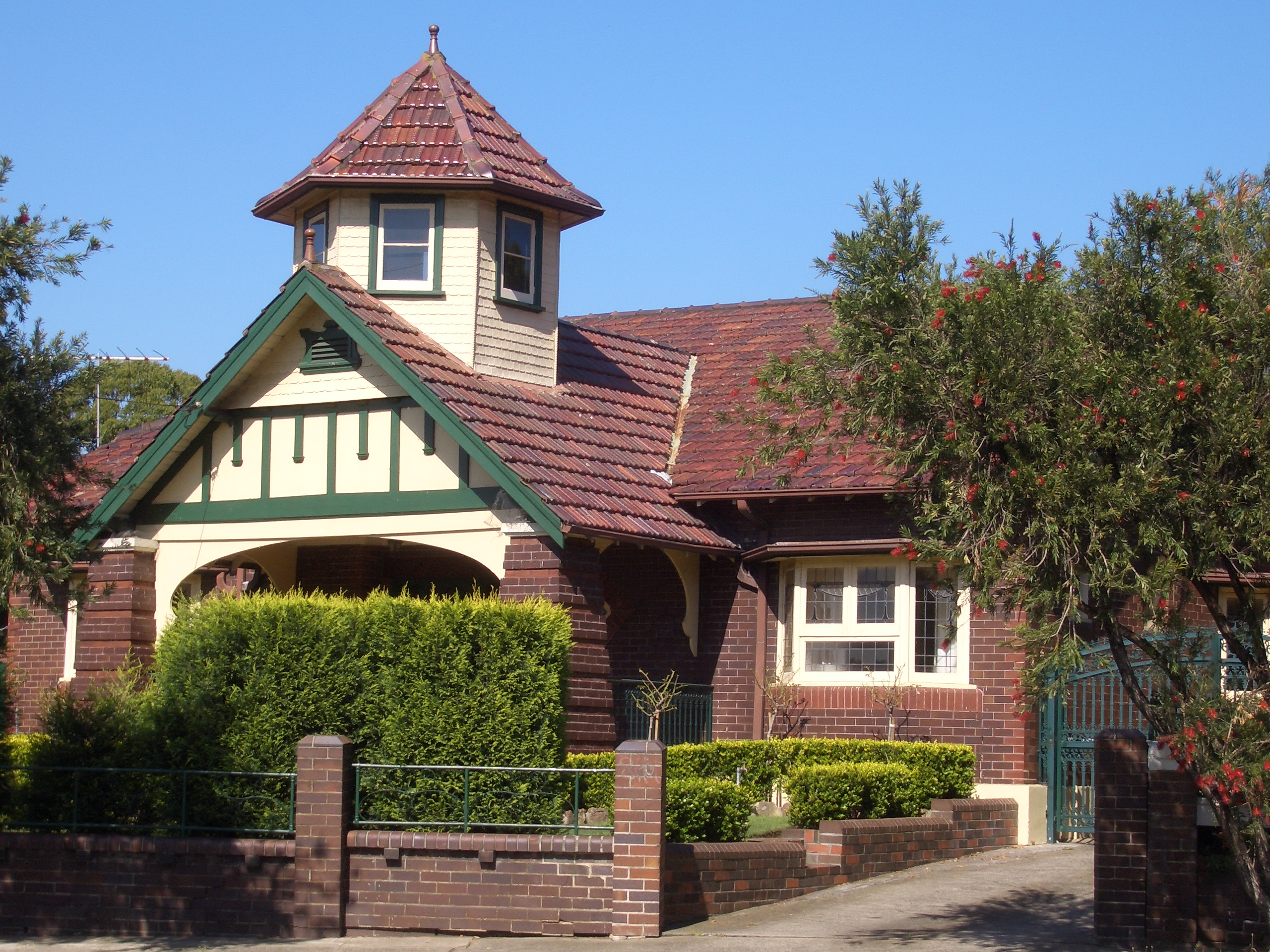
バーウッド・ハイツにあるフェデレーション建築（en）
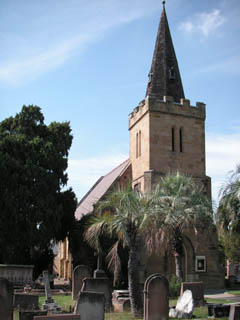
エンフィールドにある聖トーマス聖公会協会

## 議会
バーウッド・カウンシルの議会は、7人によって構成される。任期は4年。選挙区は1つである。市長は、6人の議員とは別に単一選挙区で同時に、1人が選出される。最新の議会選挙は、2012年9月8日に実施された。オーストラリア労働党4議席、オーストラリア自由党2議席、諸派のBurwood Community Voiceが1議席獲得した。市長は、オーストラリア労働党のJohn Faker。